# Трезор (ТВ емисија)
„Трезор: пола века ТВБ“ је ауторски циклус емисија Бојане Андрић (концепт, избор, сценарио, режија, водитељ), који приказује Радио-телевизија Србије.
Трезор се емитује, почев од 4. фебруара 2002, сваког радног дана у блоку од 58 минута на РТС 2 у 13:00 и после поноћи; уторком и четвртком симултано у 13:00 на РТС САТ; уторком у 17:00 на РТС Дигитал посебним избором емисија из ранијих Трезора.
2015. године најављено је покретање специјализованих тематских канала, међу којима је и РТС Трезор.